# Crkva sv. Lovre (Lovrečan)
Crkva sv. Lovre  je rimokatolička crkva u mjestu Mali Lovrečan, općini Cestica zaštićeno kulturno dobro.

## Opis dobra
Crkva sv. Lovre nalazi se na vrhu brijega u naselju Lovrečan. Svojim istaknutim položajem dominira selom i tim dijelom dravske doline. Kapela je jednobrodna, pravokutnoga tlocrta, sa svetištem na istočnoj strani i tornjem dozidanim iza svetišta. Prizemlje tornja je četvrtastog tlocrta i u njemu je smještena sakristija, a u gornjem dijelu toranj prelazi u osmerokut. Iako se kapela spominje u vizitacijama iz 17. st., današnja građevina potječe iz druge pol. 18. st.

## Zaštita
Pod oznakom Z-1439 zavedena je kao nepokretno kulturno dobro – pojedinačno, pravnog statusa zaštićena kulturnog dobra, klasificirano kao "sakralna graditeljska baština".